# Alaemon
Alaemon és un gènere d'ocells de la família dels alàudids (Alaudidae) que habiten en zones àrides d'Àfrica septentrional, Aràbia i Àsia meridional, a més de les Illes de Cap Verd.
Són aloses amb bec una mica corbat, que fan uns 19 cm de llargària. Color gris i sorrós per sobre que es torna pàl·lid cap arrere. Pit tacat i ventre blanc. Ales blanques i negres. Cua amb blanc a les rectrius exteriors.
De vegades fa el niu per damunt del nivell del terra, sobre un manoll d'herba.

## Taxonomia
Se n'han classificat en dues espècies:
- Alaemon hamertoni - alosa puput petita.
- Alaemon alaudipes - alosa puput grossa.